# Haplopelma hainanum
Haplopelma hainanum là một loài nhện trong họ Theraphosidae.
Loài này thuộc chi Haplopelma. Haplopelma hainanum được miêu tả năm 1999 bởi Liang et al..